# Tanacetum kaschgarianum
Tanacetum kaschgarianum — вид рослин з роду пижмо (Tanacetum) й родини айстрових (Asteraceae); поширений у Сіньцзяні.

## Опис
Багаторічна трава заввишки 15–30 см, з розгалуженим кореневищем. Стебла поодинокі або скупчені, прямостійні або висхідні, прості, рідко ворсисті. Прикореневі й нижні стеблові листки на ніжці до 5.5 см й мають пластини вузько еліптичні, 3–7 × 1.5–2.5 см, 2-перисторозсічені, обидві поверхні сіро-білі, густо волосисті; первинні бічні сегменти 4–9-парні; кінцеві сегменти вузько еліптичні або вузько лінійно-еліптичні. Середні та верхні стеблові листки схожі, сидячі; листки під квітковими головами перисторозділені. Квіткові голови поодинокі, кінцеві. Язичкові квітки білі або червоні, верхівка 2- або 3-зубчаста. Сім'янки 2.5–3 мм. Період цвітіння й плодоношення: червень — серпень.

## Середовище проживання
Поширений у Сіньцзяні. Населяє гірські схили.